# Новий Красносельць
Новий Красносельць (пол. Nowy Krasnosielc) — село в Польщі, у гміні Красносельц Маковського повіту Мазовецького воєводства.
Населення — 136 осіб (2011).
У 1975-1998 роках село належало до Остроленцького воєводства.

## Демографія
Демографічна структура станом на 31 березня 2011 року:
|          | Загалом | Допрацездатний вік | Працездатний вік | Постпрацездатний вік |
| -------- | ------- | ------------------ | ---------------- | -------------------- |
| Чоловіки | 70      | 20                 | 41               | 9                    |
| Жінки    | 66      | 18                 | 33               | 15                   |
| Разом    | 136     | 38                 | 74               | 24                   |